# Ótake Nami
Ótake Nami (大竹 七未; Hepburn: Ōtake Nami) (Macsida, 1974. július 30. –) japán válogatott labdarúgó.

## Klub
A labdarúgást a Nippon TV Beleza csapatában kezdte. 1989 és 2001 között a Nippon TV Beleza csapatában játszott. 160 bajnoki mérkőzésen lépett pályára és 90 gólt szerzett. 2001-ben vonult vissza.

## Nemzeti válogatott
1994-ben debütált a japán válogatottban. A japán válogatott tagjaként részt vett az 1995-ös, az 1999-es világbajnokságon és az 1996. évi nyári olimpiai játékokon. A japán válogatottban 46 mérkőzést játszott.

## Statisztika
| Japán válogatott | Japán válogatott | Japán válogatott |
| Időszak          | Mérk.            | gól              |
| ---------------- | ---------------- | ---------------- |
| 1994             | 6                | 3                |
| 1995             | 8                | 4                |
| 1996             | 7                | 0                |
| 1997             | 6                | 6                |
| 1998             | 9                | 5                |
| 1999             | 10               | 11               |
| Összesen         | 46               | 29               |

## Sikerei, díjai
Japán válogatott
- Ázsia-kupa:  Ezüst; 1995,  Bronz; 1997

Klub
- Japán bajnokság: 1990, 1991, 1992, 1993, 2000, 2001

Egyéni
- Az év Japán csapatában: 1997, 1999